# Noctes Atticae
Noctes Atticae è il titolo dell'unica opera nota dello scrittore romano Aulo Gellio, la cui pubblicazione è stata datata attorno all'anno 177 dopo Cristo.
Il titolo dell'opera si riferisce all'inizio della sua compilazione, avvenuto in Attica durante lunghe notti invernali. Il grosso del lavoro fu tuttavia compiuto una decina di anni più tardi a Roma.

## Opera
L'opera è divisa in venti libri e ci è giunta completa, a parte il libro ottavo, del quale ci sono pervenuti solo dei frammenti. Gellio raccolse in quest'opera estratti delle opere di circa 275 autori provenienti da molti campi del sapere come grammatica, retorica, etimologia, medicina, filosofia, critica letteraria, storia, scienze, archeologia, diritto e natura. Rappresenta una ricerca sulle maggiori curiosità del sapere umano di quel periodo storico (fine del II secolo). L'opera è ritenuta estremamente frammentaria, disorganica nella sua struttura, sempre alla ricerca della notizia erudita o dell'aneddoto. Mentre infatti i singoli capitoli sono strutturati in modo ordinato, non esiste un ordine sistematico generale. Stilisticamente il tono utilizzato è proprio dell'erudito, sebbene il testo del libro appaia al tempo stesso istruttivo e divertente. L'opera è scritta con uno stile meno pomposo e pedante di quello utilizzato dal "maestro" Frontone: certamente la sua esposizione risulta semplice e piacevole, grazie anche all'entusiasmo che Gellio mette nella scoperta di singole informazioni erudite.
Il principale motivo d'interesse delle Noctes Atticae sembra risiedere nella descrizione della bellezza della società imperiale negli anni di Antonino Pio. La sua opera è definita una sorta di Zibaldone ante litteram, adatta solo a chi ama e possiede la vera cultura, non per il semplice "popolino". L'opera è, quindi, lo specchio della profonda erudizione e dello spirito indagatore dell'Autore. Per Gellio la cultura consiste di nozioni curiose, particolari, nella vastità enciclopedica delle informazioni trattate, di sicuro non nella profondità con cui vengono espresse o nella loro organicità. Egli, pur senza affermarlo in modo esplicito, sosteneva la superiorità della civiltà romana rispetto a quella dell'antica Grecia.

## Fortuna
Le Noctes Atticae godettero di un'alta considerazione durante il Medioevo, fino all'età moderna e costituiscono ancora una fonte importante per i dettagli storici e linguistici che contengono, nonché per i molti frammenti di opere perdute di autori antichi. L'opera è anche estremamente utile per la comprensione della società romana e greca durante il regno degli imperatori Antonino Pio e Marco Aurelio.